# Марш на Рим
Марш на Рим (итал. Marcia su Roma) је био марш изведен 22. до 29. октобра 1922. године. Извели су га италијански фашисти на челу са Бенитом Мусолинијем. Престрашен маршом и стањем у земљи, јер либерална влада Луиђија Факте није успела да заустави ширење анархије, краљ Виторио Емануеле III 28. октобра поверава Мусолинију мандат за састављање владе, те овај постаје премијер. Мусолинијевим ступањем на власт није одмах уведена диктатура. Она ће бити уведена две године касније, после избора 1924. и убиства антифашисте Ђакома Матетотија јуна исте године. Фашистички режим у Италији трајао до 1943. године. У септембру те године Италија је капитулирала, окончавши тиме своје учешће у Другом светском рату.